# Partido Político MIRA
El Partido Político MIRA, cuyo nombre inicial fue Movimiento Independiente de Renovación Absoluta, correspondiente a su acrónimo —MIRA—, es un partido confesional cristiano fundado en Colombia en el año 2000 por iniciativa de la pastora María Luisa Piraquive de la Iglesia de Dios Ministerial de Jesucristo Internacional, siendo el partido cristiano de Colombia que mayor cantidad de votos ha logrado hasta ahora. Su ideología es el Miraísmo por la Renovación Absoluta.
Su primer presidente fue su cofundador Carlos Alberto Baena; la otra cofundadora, Alexandra Moreno Piraquive, fue la segunda presidente entre 2004 y 2008, año en que Baena regresa a la presidencia. Desde 2022 el presidente es el senador Manuel Virgüez. Actualmente cuenta con representación en el Congreso de la República con tres curules en la cámara alta (Senado) y una en la cámara baja (Cámara de Representantes). En 2022 se declaró partido independiente del gobierno del Presidente Gustavo Petro.

## Historia
MIRA es el partido confesional en las Américas más longevo de toda la región.

### Fundación
Con la motivación y respaldo de la dirigente cristiana María Luisa Piraquive, MIRA como Movimiento Político fue creado el 21 de marzo de 2000 por Carlos Alberto Baena y Alexandra Moreno Piraquive, integrantes de la Iglesia Ministerial, elegidos respectivamente como presidente y vicepresidenta de este movimiento. El 20 de junio de ese mismo año solicitaron, con la presentación de más de 100 mil firmas, ante el Consejo Nacional Electoral el reconocimiento de la personería jurídica. Dicha personería jurídica fue concedida el 26 de julio, con la aceptación de más de 50 mil firmas válidas, estableciendo así el Movimiento Independiente de Renovación Absoluta -MIRA-. Es el quinto partido político cristiano por antigüedad de fundación y el más antiguo que aún existe legalmente en Colombia; detalles de su conformación se pueden encontrar en el libro «Vivencias» (ISBN 958-33-2658-5).

### Primeras elecciones
Las primeras elecciones en las que participó MIRA fueron las elecciones regionales del año 2000. En Bogotá, Carlos Alberto Baena fue elegido concejal con 20 701 votos; también fueron elegidos como diputados el economista Bernardo Valencia Cardona y la lideresa Martha Cecilia Alzate, en Quindío y Risaralda respectivamente. Además, se posicionaron otros concejales en diferentes municipios y ediles en varias Juntas Administradoras Locales, logrando en total 53 curules. Con estos resultados, MIRA se ubicó en el puesto 18 entre las colectividades políticas del país. Dos años después, en las elecciones legislativas del 2002, Alexandra Moreno Piraquive obtuvo 81 061 votos y fue elegida por primera vez senadora, siendo la mujer con la mayor votación en el Congreso de Colombia para ese periodo.

### Presidencias

#### Alexandra Moreno

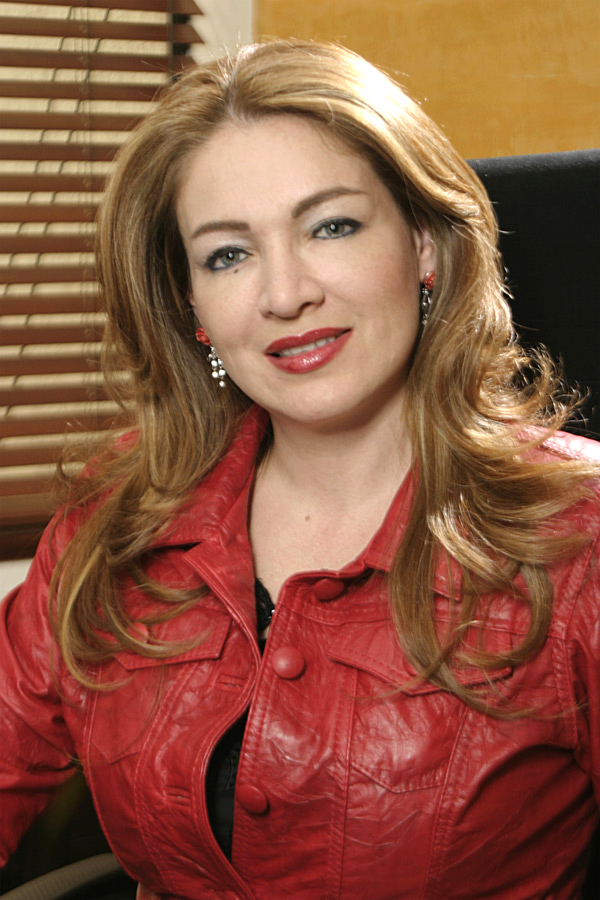
Exsenadora Alexandra Moreno Piraquive, presidente del partido durante el periodo 2003-2008

En el año 2003 MIRA participa en las elecciones regionales conservando curules como la de Baena con 24 277 votos y la de Valencia Cardona en la Asamblea del Quindío con 10 743 votos. También se obtuvieron los escaños de 74 ediles y diez concejales. En ese mismo año Alexandra Moreno asume la presidencia del partido.
En el año 2006, en las elecciones legislativas, MIRA obtiene 237 512 votos, superando el umbral mínimo de votación para conservar la personería jurídica (2 %). Alexandra Moreno Piraquive conservó su curul y Manuel Antonio Virgüez llegó al Senado. De otro lado, Gloria Stella Díaz fue elegida representante por Bogotá con 52 713 votos. Con estos resultados, MIRA se convirtió en la novena fuerza política de Colombia.
En las elecciones regionales del año 2007, MIRA obtuvo por primera vez la alcaldía de un municipio, Calarcá (Quindío), con Carlos Enrique López. Además, fueron elegidas diputadas Martha Liliana Agudelo en Quindío, Martha Cecilia Alzate en Risaralda y Guillermina Bravo Montaño en el Valle del Cauca. Así mismo, se obtuvieron los escaños de 35 concejales y 265 ediles en toda Colombia.

#### Carlos Alberto Baena

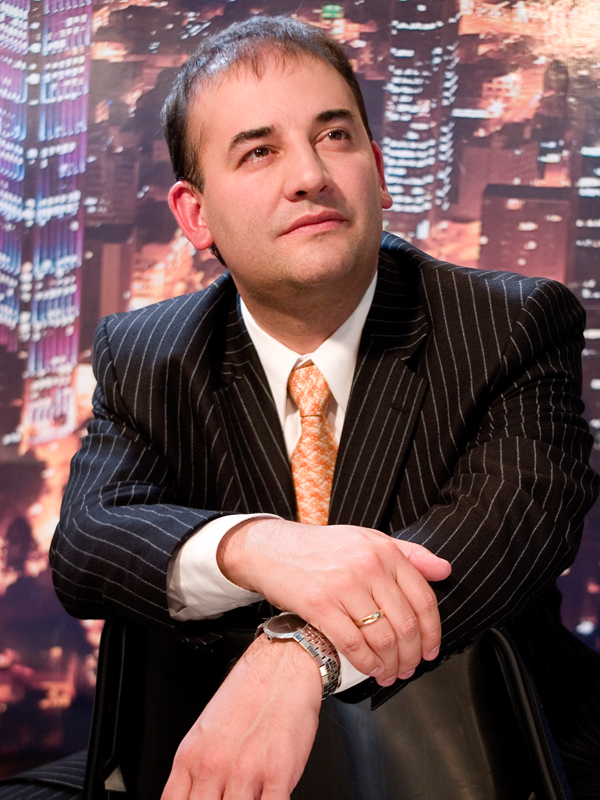
Exsenador Carlos Alberto Baena, presidente de MIRA durante los periodos 2000-2003 y 2008-2018

En el año 2008 Carlos Alberto Baena es nuevamente nombrado presidente de MIRA y Manuel Antonio Virgüez asume la vicepresidencia.
En el 2009 participó en la consulta popular realizada el 27 de septiembre para escoger sus candidatos al Congreso. En esa oportunidad sobrepasó la expectativa de 80 000 votos y obtuvo más de 205 000, de los cuales 19 397 fueron depositados por jóvenes de entre 14 y 18 años. Esta consulta fue la primera en la que los menores de edad podían elegir candidatos.
En las elecciones legislativas de 2010,  MIRA obtuvo 324 109 votos, alcanzando cuatro curules en el Congreso. A la bancada del Senado, conformada por Alexandra Moreno y Manuel Virgüez, se unió Carlos Alberto Baena. En las elecciones presidenciales de ese mismo año no inscribieron candidato para la presidencia, ni apoyaron a ninguno de los nueve candidatos que se postularon. Esta elección se caracterizó por ser la primera en que aplicó el «sistema cremallera», que consiste en que por cada hombre en la lista de candidatos debería haber una mujer, con lo cual garantizaron que sus listas de candidatos tuvieran un porcentaje igual de mujeres y hombres.
En las elecciones regionales del 2011 MIRA obtuvo la Gobernación del Caquetá con más de 55 000 votos y la Alcaldía de El Paujil, así como la elección de siete diputados, 84 concejales y más de 300 ediles en toda Colombia. Meses después, en las elecciones atípicas realizadas el 29 de enero de 2012 en las comunas uno y dos de Puerto Asís, Putumayo,  MIRA obtiene la totalidad de la representación en las dos comunas, sumando así diez escaños más para ediles.
En la consulta popular de 2012 MIRA obtuvo la mayor votación entre los partidos y movimientos políticos que participaron, logrando obtener 284 869 votos o 56 % de la votación total.
Para las elecciones legislativas de 2014 definieron que su lista al Senado sería cerrada y que no participarían en la elección del Parlamento Andino ni harían consulta popular. Además, los integrantes decidieron que tampoco participarían en las elecciones presidenciales del mismo año. En estas elecciones MIRA pierde su bancada en el Senado pero mantiene tres curules en la Cámara de Representantes después de una serie de escándalos. Sin embargo, con sospechas razonables de un fraude electoral, MIRA presentó una demanda de nulidad por fraude ante el Consejo de Estado. Cuatro años más tarde, luego de una extensa investigación, el Consejo de Estado falló a favor de MIRA mediante la «Sentencia 2014-00117/2014-00109 del 8 de febrero de 2018». La sentencia del Consejo de Estado reveló que durante las elecciones de 2014 existieron una serie de irregularidades en el proceso de escrutinio oficial entre las que se encuentran diferencias injustificadas entre las actas de resultados y las de consolidación, irregularidades contra los sistemas de votación y transmisión de resultados (sabotaje de software), negligencia en la custodia (destrucción) de los materiales electorales necesarios para la investigación del caso y anulación de votos válidos por el uso de plumones defectuosos, de las que se responsabilizó al Consejo Nacional Electoral y a la Registraduría Nacional del Estado Civil. En consecuencia, la Sección Quinta del Consejo de Estado ordenó reconocer 16 016 votos válidos adicionales a MIRA, con lo que recuperó las tres curules en el Senado. La sentencia del Consejo de Estado abrió la posibilidad para una millonaria indemnización, estimada en COP$ 5 000 millones (aproximadamente USD$ 1 700 000), a favor de MIRA por los más de tres años que sus senadores estuvieron fuera de sus cargos, pero  MIRA decidió no presentar demanda por indemnización al considerar que se afectaría el erario.
Para 2015 tienen como Representante a la Cámara por los colombianos en el exterior a Jorge Muñoz Zapata, más conocido como El Ángel de Queens por su relevante labor social. En las elecciones regionales del 2015 MIRA realiza por primera vez coaliciones y apoyos electorales con otros partidos. Con ello se dio apoyo a candidatos de otros partidos, como fue el caso de Rafael Pardo en su candidatura a la alcaldía de Bogotá, quien terminó en segundo lugar.
En el año 2017 el Movimiento Político MIRA se transformó en el Partido Político MIRA, buscando una proyección más global y un mejor reconocimiento de su agenda política.
En las elecciones legislativas de Colombia de 2018 el partido obtuvo tres curules en el Senado y una curul en la Cámara de Representantes por Bogotá. El mismo año el MIRA apoyó a Iván Duque para el cargo de presidente de Colombia en la «Gran Alianza por Colombia» junto a los partidos Centro Democrático, Somos Región Colombia y Colombia Justa Libres, entre otros, ganando efectivamente la presidencia de Colombia en cabeza de Duque.

#### Carlos Eduardo Guevara
A mediados del 2018 Carlos Eduardo Guevara reemplazó a Carlos Alberto Baena en la presidencia del partido. En los inicios del Gobierno de Iván Duque, MIRA se declaró partido de Gobierno cumpliendo con la ley estatutaria que establece el marco general para el ejercicio y la protección especial del derecho a la oposición de las organizaciones políticas.
El partido MIRA participa en elecciones regionales de Colombia de 2019 implementando en muchas de las circunscripciones donde participó el sistema de coalición electoral de momento, con diversos partidos y movimientos políticos, mecanismo que en gran parte contribuyó a un aumento en su número de concejales y diputados departamentales.
Para 2020, en el marco del confinamiento por la pandemia de COVID-19 en Colombia, el partido fortalece su estrategia comunicacional en los servicios de red social e implementó videoconferencias en Internet para realizar charlas y foros con la comunidad.
En mayo de 2021 los senadores de MIRA votaron contra la moción de censura que sectores opositores al Gobierno promovían para exigir la salida del Ministro Diego Molano Aponte del Ministerio de Defensa con ocasión de la respuesta del Escuadrón Móvil Antidisturbios a las protestas en Colombia de 2021. Los sectores gobiernistas adujeron que fue el uso legítimo de la fuerza estatal para tratar de recobrar el orden público, mientras que los sectores opositores al Gobierno argumentaron que la respuesta de los agentes estatales fue violenta y desproporcionada, con fuertes consecuencias para el país.
En septiembre de 2021 el MIRA y el partido Colombia Justa Libres conforman la coalición electoral y política «Nos Une Colombia» para enfrentar la elección al Senado, mientras que para la elección a la Cámara de Representantes se realizan diversas coaliciones con partidos políticos en 20 de los 32 departamentos de Colombia; en enero de 2022 el MIRA ingresa a la «Coalición Equipo por Colombia» para participar en las elecciones presidenciales de Colombia de 2022, apoyando a Federico Gutiérrez y a Rodrigo Lara en las candidaturas a la Presidencia y Vicepresidencia de Colombia, respectivamente. En junio de 2022 el MIRA se declara partido independiente del gobierno del Presidente Gustavo Petro, siendo así el primero en definir una posición política independiente frente al nuevo gobierno.

#### Manuel Virgüez

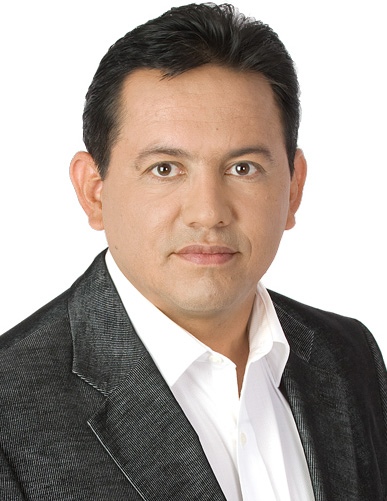
Senador Manuel Virgüez Piraquive, actual presidente de MIRA

En octubre de 2022 los senadores Manuel Virgüez y Ana Paola Agudelo son elegidos presidente y vicepresidenta del partido, respectivamente.
El partido MIRA participa en las elecciones regionales de Colombia de 2023 realizando coaliciones electorales de momento con diversos partidos y movimientos políticos, entre ellos partidos mayoritarios como Cambio Radical, Centro Democrático y el Partido de la U, y partidos políticos minoritarios como Nuevo Liberalismo, Dignidad y Compromiso y En Marcha.
En julio de 2025 anuncian la coalición con los partidos Nuevo Liberalismo y Dignidad y Compromiso para conformar una lista conjunta al Senado de la República.

## Ideología
Para determinar sus ideales, cuenta con el Centro de Pensamiento Luis Eduardo Moreno (CEPLEM).

### Ideario
En el marco de un cristianismo moderado, desde su fundación como movimiento político en el año 2000, MIRA ha declarado que la postura política del partido es el miraísmo, ideología registrada ante la Organización Mundial de la Propiedad Intelectual en su sede del Instituto Federal de la Propiedad Intelectual en Ginebra, Suiza en el año 2011 y presentada internacionalmente en el año 2013 en el XXIII Congreso Mundial de Filosofía en Atenas, Grecia. Bajo estos postulados ideológicos, también como organización social promueve el trabajo comunitario en América, Europa, y Japón.

### Posiciones políticas

#### Medio Ambiente
MIRA presionó en el 2016 al Gobierno para que reglamente la comercialización y uso de mercurio. Fue autor de la Ley 1930 de 2018, conocida como "Ley de Páramos", que dispone como ecosistemas estratégicos los páramos, así como fija directrices que propendan por su integralidad, preservación y restauración. Como parte de la preservación de los páramos, se prohibieron actividades dentro de los territorios, entre ellas: actividades de exploración y explotación de hidrocarburos, expansiones urbanas y suburbanas, minería y el uso de maquinaria pesada para actividades agropecuarias. MIRA logró la inclusión de la Ley de Páramos dentro del Plan Nacional de Desarrollo (PND) 2018-2022, oponiéndose a la proposición del Gobierno Nacional de reglamentar parcialmente el uso y la conservación de los páramos en Colombia, desconociendo la Ley de Páramos existente. Así mismo, logró la inclusión en el PND de políticas para promover el uso de energías limpias en los sistemas de transporte masivo y en zonas del país que no cuenten con acceso al servicio de energía o zonas no interconectadas.
En septiembre de 2020 los tres senadores de MIRA ayudaron a prohibir la extracción de petróleo y/o gas en Colombia mediante fracking, votando positivo la proposición de eliminar la posibilidad de legalizar esta práctica a través de impuestos, por considerarla lesiva para el medio ambiente.

#### Libertad religiosa
MIRA se ha caracterizado por luchar a favor de la libertad religiosa, por lo que apoyó la inclusión, por primera vez, de la libertad religiosa, de cultos y conciencia en Colombia como política pública en el Plan Nacional de Desarrollo de Colombia. Así mismo, ha sido promotor activo de la creación de comités de libertad religiosa a nivel local en Colombia.

#### Equidad de género
Sin llegar al feminismo de la igualdad, la equidad de género ha sido uno de los ejes del pensamiento de MIRA desde sus inicios, defendiendo los derechos de las mujeres, siendo reconocido porque sus listas de candidatos al Congreso de Colombia siempre han tenido la más alta proporción de mujeres entre todos los partidos, y así en las listas a diferentes corporaciones públicas, llegando a tener una proporción mayor de mujeres que de hombres. El partido se ha caracterizado por sus constantes esfuerzos por alcanzar la igualdad de género
en todos los aspectos de su vida de partido; el órgano ejecutivo del partido, por ejemplo, está compuesto paritariamente por hombres y mujeres. Además, en comparación con sus ingresos por financiación estatal, el Partido MIRA es el que más invierte recursos para la inclusión efectiva de las mujeres en la política, con porcentajes entre el 8,6 y el 12,8 %. En el año 2010 introdujo oficialmente el «sistema cremallera» (organización de candidatos alternando ambos géneros) en sus listas de candidatos a las elecciones legislativas, garantizando así una proporción igual de hombres y mujeres entre sus candidatos, muy por encima de la cuota de género del 30 % vigente en Colombia y antes de que la «Ley Estatutaria 1475 de 2011» entrara en rigor. En consecuencia, MIRA estuvo a la vanguardia en la implementación de los principios de paridad de género consagrados en la Constitución de 1991, que establecen que el 50 % de todos los integrantes en todos los espacios de participación sean mujeres y que debe haber alternancia de género en las listas de candidatos.
En los años 2019 y 2020, el MIRA y la Alianza Democrática Amplia fueron los dos únicos partidos en invertir el 5% o más de los recursos estatales en la inclusión efectiva de las mujeres, de conformidad a la ley 1475 de 2011.

#### Prevención del abuso sexual infantil
El partido MIRA promueve intensamente la educación para la prevención y el endurecimiento de la sanción, hasta llegar a la pena de muerte, para los delincuentes que cometen abuso sexual infantil a menor de 14 años de edad, así como de los agresores sexuales que violan personas menores de 21 años de edad.

### Temas polémicos
MIRA surgió como parte del auge de movimientos de minorías étnicas y religiosas promovido por la Constitución de 1991. El partido es criticado por la relación entre los pastores de las salas de oración de la Iglesia de Dios Ministerial y los congregantes, ya que se asevera que los ministerialistas son potencialmente una base de votos cautiva, lo cual en últimas resulta normal, por autoreconocerse como un partido confesional. Sin embargo estudiosos del partido y la Iglesia Ministerial han encontrado evidencias que refutan parcialmente una posible manipulación electoral de las creencias religiosas, ya que el partido ha logrado tener una agenda temática que va más allá de un simple fundamentalismo cristiano.

#### Minorías sexuales y derecho a la vida
MIRA defiende la definición de matrimonio como el conformado por un hombre y una mujer y se ha opuesto a la aprobación de la eutanasia, el aborto inducido, la adopción homoparental, y el matrimonio entre personas del mismo sexo en Colombia. Sin embargo MIRA plantea que se deben mejorar las condiciones sociales y de educación sexual para prevenir embarazos no deseados y combatir la violación. Además, aboga por la utilización de todos los medios médicos para detectar y tratar embarazos de riesgo para evitar que lleguen a poner en peligro la vida de las madres. Por otra parte, MIRA es autor de la «Ley 1482 de 2011», que «... tiene por objeto sancionar penalmente actos de discriminación por razones de raza, etnia, religión, nacionalidad, ideología política o filosófica, sexo u orientación sexual, discapacidad y demás razones de discriminación.» Es de resaltar que MIRA se ha mostrado favorable a la protección de los derechos civiles, patrimoniales y pensionales, de todo tipo de parejas.

#### Acuerdo de paz con las FARC
MIRA apoyó el Acuerdo de Paz con la guerrilla de las FARC-EP y promovió el «Sí» en el Plebiscito sobre los acuerdos de paz de Colombia en el año 2016.

## Reconocimientos
MIRA fue reconocido junto al Polo Democrático Alternativo por el Observatorio de Conflicto Armado de la Corporación Nuevo Arco Iris por nunca haber sido señalado de tener vínculos ni con los paramilitares, ni con las guerrillas que forman parte del conflicto armado en Colombia.
La Misión de Observación Electoral (MOE) destacó que para las elecciones legislativas del 2010,  MIRA fue uno de los dos únicos partidos que no tenían entre sus listas a «candidatos dudosos» (es decir, candidatos con investigaciones penales, con nexos con grupos armados ilegales o con escándalos de corrupción). En 2014 fue reconocido por la Fundación Paz y Reconciliación por ser junto con el Partido Verde uno de los pocos partidos sin candidatos cuestionados. En el 2019 nuevamente fue reconocido por la Fundación Paz y Reconciliación por ser uno de los pocos partidos cuyos candidatos no tenían condenas o señalamientos por corrupción, o por heredar la estructura política de los condenados por parapolítica, o por presentar algún señalamiento de relación con estructuras ilegales.
MIRA ha recibido reconocimientos por su transparencia en el manejo de cuentas de campañas electorales, siendo en ocasiones el único en hacer el reporte de gastos completo y  cuya mayor proporción de candidatos reportan información de gastos de campaña, con porcentajes superiores a 94 %.

## Actividad legislativa
Los congresistas de MIRA fueron denominados por la emisora de radio RCN de Colombia como los más activos de los últimos cuatro años en 2013. La bancada del partido ha presentado 1 154 proyectos, de los cuales 87 fueron sancionados como leyes, lo que representa el 70 % y el 44 % del total de proyectos presentados y leyes aprobadas, respectivamente, por todos los congresistas de partidos cristianos en la historia de Colombia. A diferencia de los demás partidos cristianos, que centraron su agenda política en temas religiosos y valóricos, MIRA ha desarrollado una agenda política mucho más amplia, abordando temas de derechos fundamentales, comercio, industria y turismo, seguridad social, tránsito y transporte, seguridad nacional, defensa y justicia.

### Periodo 2018 - 2022
Durante el periodo congresional 2018-2022, la bancada de MIRA presentó 614 proposiciones y 42 ponencias de proyectos de ley, 51 foros, debates y/o audiencias públicas; 16 leyes en Coautoría, como apoyo a cuidadores de personas con discapacidad, Ley de emprendimiento, entre otras; aprobaron 6 leyes de su autoría, Política Pública de Vendedores Informales "Ley Empanada", beneficios para los miembros de las juntas de Acción Comunal, apoyo a desempleados, promoción y reconocimiento del emprendimiento Social, Fortalecimiento de la Universidad del Quindío con la ampliación de los recursos, Amnistía y descuentos para remisos.
En 2022 el Observatorio de la Universidad de Colombia resaltó a la bancada del Partido MIRA por ser la de más alto nivel académico por su formación universitaria.

## Controversias
En el 2010 comenzó una investigación contra el exsenador Carlos Alberto Baena y María Luisa Piraquive, madre de la exsenadora Alexandra Moreno, por posible enriquecimiento ilícito o lavado de activos. Sin embargo, en julio de 2014 la Fiscalía General informó que no hay pruebas de lavado de activos ni de nexos con organizaciones delincuenciales.
En enero de 2014 hubo una polémica por unas declaraciones en video de María Luisa Piraquive, por las cuales fue acusada de discriminar personas discapacitadas. No obstante, al respecto se pronunciaron diversas instancias jurídicas que manifestaron que dichas declaraciones de video fueron editadas y manipuladas por medios de comunicación y requieren rectificación, además manifestaron que María Luisa Piraquive no incurrió en discriminación, con  ratificación de segunda Instancia, y que no se cometió vulneración a Derechos Fundamentales, ni discriminación alguna. MIRA arguyó que la polémica se dio en el marco de una estrategia política de difamación utilizada por otros actores para arrebatar las curules del movimiento en el Senado en el periodo 2014-2018.

## Líderes

### Presidentes
| Nombre (Nacimiento) | Nombre (Nacimiento)                | Imagen | Período en el cargo  | Período en el cargo     |
| Nombre (Nacimiento) | Nombre (Nacimiento)                | Imagen | Inicio               | Final                   |
| ------------------- | ---------------------------------- | ------ | -------------------- | ----------------------- |
|                     | Carlos Alberto Baena (1967-)       |        | 26 de julio de 2000  | 31 de diciembre de 2003 |
|                     | Alexandra Moreno Piraquive (1969-) |        | 1 de enero de 2004   | 31 de enero de 2008     |
|                     | Carlos Alberto Baena (1967-)       |        | 1 de febrero de 2008 | 9 de agosto de 2018     |
|                     | Carlos Eduardo Guevara (1977-)     |        | 12 de agosto de 2018 | 3 de octubre de 2022    |
|                     | Manuel Virgüez Piraquive (1969-)   |        | 3 de octubre de 2022 | En el cargo             |

## Resultados electorales

### Elecciones presidenciales
Aunque personas representativas de MIRA manifestaron su simpatía en las elecciones presidenciales de 2014 por Óscar Iván Zuluaga, fue hasta 2018 que como institución el Movimiento MIRA empezó a apoyar candidaturas presidenciales; el candidato apoyado por MIRA en el 2018 fue elegido presidente de Colombia y MIRA hace parte de la coalición de Gobierno desde el año 2018. En 2022 entran a la coalición Equipo por Colombia y apoyan a Federico Gutiérrez y Rodrigo Lara para la Presidencia y Vicepresidencia de Colombia.
| \| Año \| Nombres \| Votos \| Porcentaje \| Resultado \| \| ---- \| ---------------------------------- \| ---------- \| ---------- \| ------------ \| \| 2018 \| Iván Duque y Marta Ramírez[59][58] \| 10,373,080 \| 53.98% \| Ganador[170] \| \| 2022 \| Federico Gutiérrez y Rodrigo Lara \| 5.069.448 \| 23.94% \| 3° lugar \| |                                   |            |            |           |
| Año | Nombres                           | Votos      | Porcentaje | Resultado |
| 2018 | Iván Duque y Marta Ramírez        | 10,373,080 | 53.98%     | Ganador   |
| 2022 | Federico Gutiérrez y Rodrigo Lara | 5.069.448  | 23.94%     | 3° lugar  |

### Elecciones parlamentarias
Debido a la introducción del umbral electoral para obtener personería jurídica, a partir de 2006 las elecciones parlamentarias se convirtieron en las más importantes para el MIRA, que por ser un partido pequeño enfrenta el riesgo de desaparecer con el incremento en el umbral. El partido ha logrado consolidar resultados electorales especialmente en los departamentos de la región Andina, particularmente en Caldas, Cauca, Cundinamarca, Quindío, Risaralda, Santander, Tolima y Valle del Cauca, y también en la circunscripción especial de colombianos en el exterior.
|  | 0.79 % |

|  | 2.58 % |

|  | 2.7 % |

|  | 3.06 % |

|  | 3.52 % |

|  | 2.28 % |

|  | 3.17 % |

|  | 3.57 % |

|  | 3.27 % |

|  | 3.98 % |

|  | 3.18 % |

Notas
1. ↑  Votación ajustada luego de que el Consejo de Estado reconociera que sí hubo fraude electoral en el 2014.
2. ↑  Votación lograda por la coalición «Nos Une Colombia». Del total de la votación, aproximadamente el 40 % fue  por el partido MIRA, 46 % fue por el partido Colombia Justa Libres y el 13 % restante por la coalición.[181][182]
3. 1 2  No es posible calcular el porcentaje de decrecimiento en votación respecto a la elección anterior debido a que en la presente elección no se pueden diferenciar todos los votos del MIRA en las coaliciones (ver notas b y e). Sin embargo, con los datos aproximados de porcentajes del votos por el partido MIRA y por las coaliciones, es evidente que los votos del MIRA no alcanzan los valores logrados en las elecciones legislativas del año 2018
4. ↑  Votación total lograda por MIRA en los departamentos en que no hizo coaliciones: Casanare, Chocó, Guaviare, Huila, Norte de Santander, Putumayo, Sucre y Tolima.
5. ↑  Votación total lograda por las coaliciones en las que MIRA participó. Del total de la votación, aproximadamente el 28 % fue por el partido MIRA, el 10 % fue por las coaliciones y el 62 % fue por los otros partidos participantes de las coaliciones.[74][184]

#### Senadores y representantes

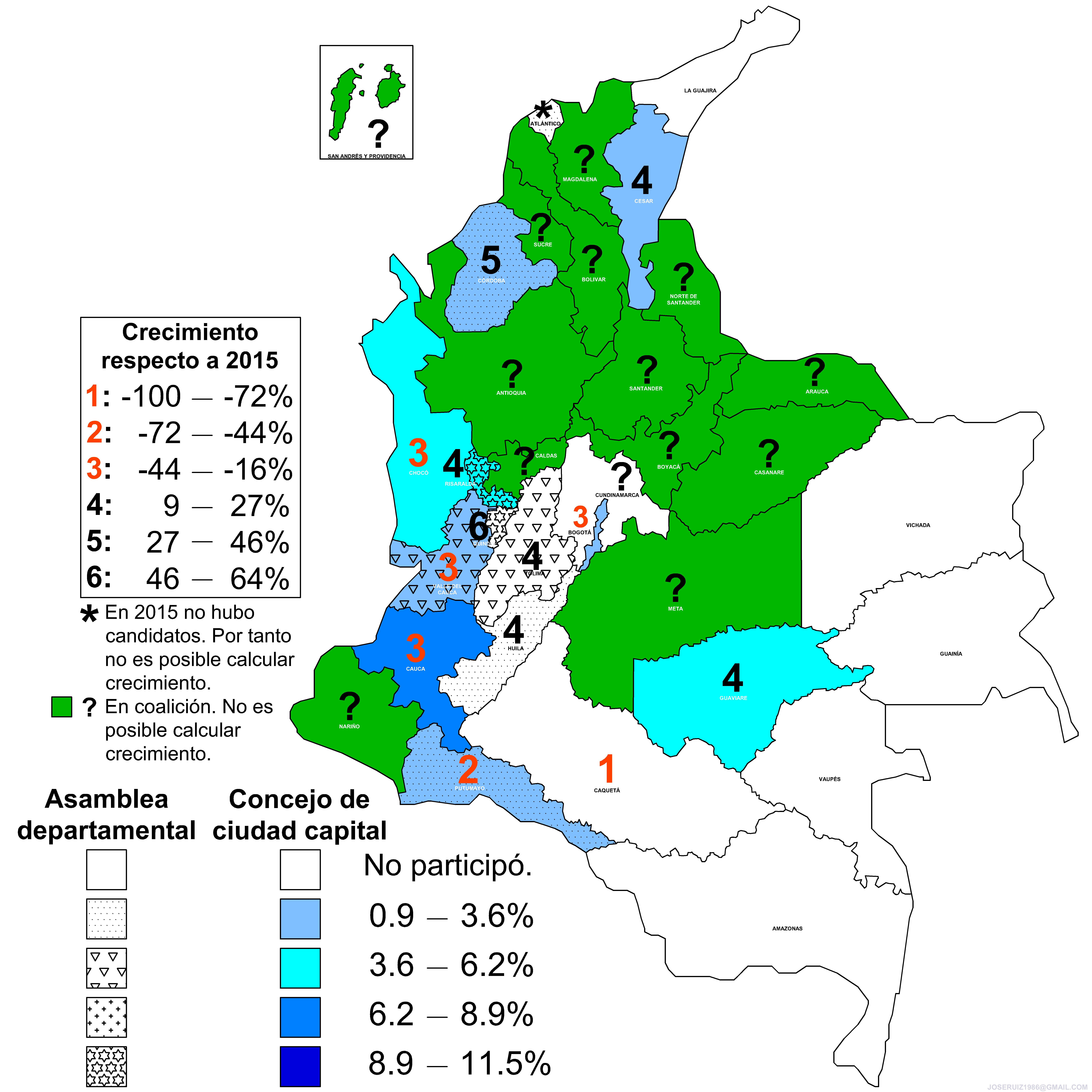
Mapa electoral del porcentaje de votos que obtuvo MIRA en las elecciones de autoridades regionales y municipales del 2019.

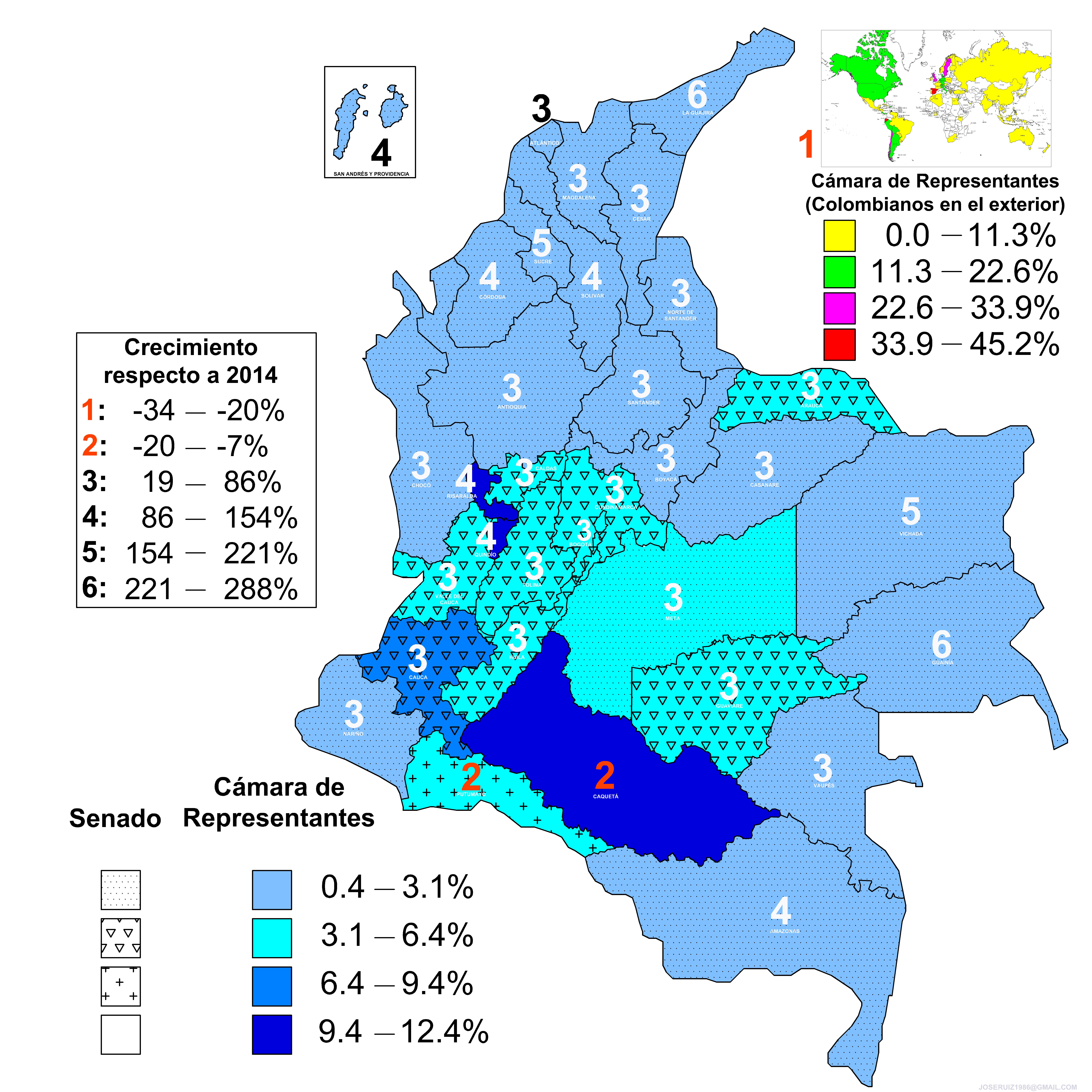
Mapa electoral del porcentaje de votos que obtuvo MIRA en las elecciones legislativas del 2018.

| Periodo   | Senado                                    | Senado                                        | Cámara de Representantes                    | Cámara de Representantes |
| Periodo   | Mujeres                                   | Hombres                                       | Mujeres                                     | Hombres                  |
| --------- | ----------------------------------------- | --------------------------------------------- | ------------------------------------------- | ------------------------ |
| 2002-2006 | Alexandra Moreno Piraquive                | -                                             | -                                           | -                        |
| 2006-2010 | Alexandra Moreno Piraquive                | Manuel Antonio Virgüez                        | Gloria Stella Díaz                          | -                        |
| 2010-2014 | Alexandra Moreno Piraquive                | Carlos Alberto Baena Manuel Antonio Virgüez   | Gloria Stella Díaz                          | -                        |
| 2014-2018 | Gloria Stella Díaz                        | Carlos Alberto Baena Manuel Antonio Virgüez   | Ana Paola Agudelo Guillermina Bravo Montaño | Carlos Eduardo Guevara   |
| 2018-2022 | Ana Paola Agudelo Aydeé Lizarazo Cubillos | Carlos Eduardo Guevara                        | Irma Luz Herrera                            | -                        |
| 2022-2026 | Ana Paola Agudelo                         | Carlos Eduardo Guevara Manuel Antonio Virgüez | Irma Luz herrera                            | -                        |

#### Colombianos en el exterior

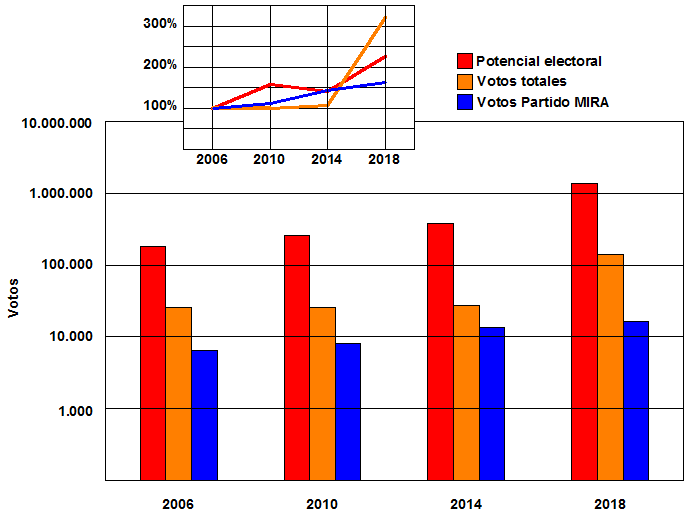
Resultados históricos (2006-2018) de MIRA en la Circunscripción especial de los Colombianos en el exterior.

MIRA se ha caracterizado por tener una fuerte presencia en la circunscripción especial de los colombianos en el exterior. Desde que dicha circunscripción fue reglamentada en el «Acto Legislativo 3 de 2005»,  MIRA ha presentado candidatos a las elecciones del 2006, 2010, 2014 y 2018. En el periodo 2006-2014, a pesar de que el número de votantes en el exterior aumentó, la porción de los colombianos inscritos en el censo electoral en el extranjero que ejerció su derecho al voto disminuyó proporcionalmente. Sin embargo, los votos por MIRA tuvieron un aumento sostenido en el mismo periodo. En los cuatro países que históricamente han concentrado mayor población de colombianos (Estados Unidos, España, Venezuela y Ecuador),  MIRA ha obtenido porcentajes de voto de entre el 10 y el 57 % de la votación total. Por esta razón y gracias al «Decreto 2788 de 2013», que aumentó a dos el número de curules de la circunscripción por los colombianos en el exterior, MIRA tuvo como representante por los colombianos en el exterior a Ana Paola Agudelo en el periodo 2014-2018.
En el 2018 hubo un fenómeno de crecimiento abrupto de la cantidad de inscritos para votar en el exterior y también un aumento considerable de la participación en las elecciones legislativas en comparación con las elecciones del 2014, pasando de 523 063 inscritos a 1 188 259 y de una participación del 8 al 10,7 %. Dicho fenómeno pudo estar asociado a las consultas interpartidistas que se realizaron paralelamente a las elecciones legislativas, lo que convirtió a las elecciones legislativas en una «pre-primera vuelta presidencial» en la que se midieron las fuerzas de derecha e izquierda del país. Como consecuencia, pese a haber mantenido su tendencia creciente en la votación,  MIRA vio proporcionalmente disminuida su participación en el porcentaje de votos, pasando de 29.9 a 18.3 %. Dado que el «Acto legislativo 2 de 2015», conocido como la «Reforma de equilibrio de poderes», eliminó una curul de la circunscripción internacional (colombianos en el exterior),  MIRA perdió la curul que había ganado en el 2014.

### Elecciones regionales

#### Asambleas Departamentales
Regionalmente el MIRA obtiene votaciones importantes en los departamentos de Quindío, Cauca, Risaralda, Tolima, Valle y Caldas, entre otros, lo que le ha permitido alcanzar un total de ocho diputados a nivel nacional desde el año 2015
|  | 0.59 % |

|  | 0.43 % |

|  | 0.67 % |

|  | 0.60 % |

|  | 1.39 % |

|  | 2.71 % |

|  | 2.84 % |

|  | 1.27 % |

|  | 2.03 % |

|  | 1.30 % |

Notas
1. ↑  Votación total lograda por MIRA en los departamentos en que no hizo coaliciones: Atlántico, Córdoba, Huila, Putumayo, Quindío, Risaralda, Tolima y Valle.
2. ↑  Votación total lograda por las coaliciones en las que MIRA participó. Del total de la votación, aproximadamente el 17 % fue por el partido MIRA, el 9 % fue por las coaliciones y el 73 % fue por los otros partidos participantes de las coaliciones.[213][214]
3. 1 2  No es posible calcular el porcentaje de crecimiento/decrecimiento en votación respecto a la elección anterior debido a que en la presente elección no se pueden diferenciar todos los votos del MIRA en las coaliciones (ver notas b y e).
4. ↑  Votación total lograda por MIRA en las ciudades en que no hizo coaliciones.
5. ↑  Votación total lograda por las coaliciones en las que MIRA participó.

#### Concejos Municipales
En las elecciones de autoridades locales del año 2015 MIRA tuvo 44 concejales en todo el país.

#### Juntas Administradoras Locales
En las elecciones de 2015 MIRA vio reducida su presencia en las Juntas de Administración Local, pasando de tener 350 ediles (también conocidos como comuneros) en 2011 a 132 ediles en 2015.

## Espacios sociocomunitarios
Además de los espacios políticos en la estructura de poder del Estado colombiano, el MIRA apoya a sus militantes para que participen en espacios sociales y/o comunitarios de injerencia en la sociedad, como las Juntas de Acción Comunal -JAC-, o los Consejos de Juventud (jóvenes entre 14 y 28 años) en municipios y/o distritos. En el 2021, año en que se hicieron las primeras elecciones de  Consejos de Juventud, el partido MIRA logró obtener 22 000 votos (2.2 % del total de votos válidos).

## Internet
Entre los partidos colombianos, MIRA se destaca por su relevante presencia en Internet la cual ha sido galardonada como mejor sitio web de política y democracia, por parte de la Cámara Colombiana de Informática y Telecomunicaciones (CCIT) y sitio más votado por el público. Así mismo la plataforma YouTube le concedió el Silver Play Button por tener más de 100,000 suscriptores.

## Internacional
La Association Miraisme International (AMI), cuyo Presidente es el español Enrique Montes Pérez, es la organización que agrupa el conjunto de las asociaciones sin ánimo de lucro a nivel mundial que hacen labor social bajo la ideología del miraísmo. Con sede en Ginebra, Suiza, cuenta con estatus consultivo ante las Organización de las Naciones Unidas. Los países donde tiene presencia son: Alemania, Canadá, Chile, Costa Rica, Ecuador, Escandinavia, España, Estados Unidos, Francia, Inglaterra, Japón, Perú, Suiza, y Venezuela, entre otros. Basan su activismo en la promoción de los derechos de los migrantes, los derechos de las mujeres, los derechos políticos y las libertades religiosas.

### Asociaciones en el mundo
- Association Miraisme International
- Ecuador
- España
- Estados Unidos

- Datos: Q13988
- Multimedia: Movimiento MIRA / Q13988